# Document Schema Definition Languages
 (mars 2024).
Document Schema Definition Languages (DSDL) est un cadre qui décrit les  multiples tâches de validation de différents types qui peuvent s'appliquer à un  document XML, afin de parvenir à des résultats de validation plus complets que ce que donnerait l'application d'une simple technologie.
Un DSDL correspond à un langage informatique déclaratif de description de document XML. Comme SGML, XML est un langage de balisage générique, dont le vocabulaire et la grammaire ne sont pas définis a priori. Ces règles s'expriment en un schéma, qui permet notamment de valider automatiquement un document sur sa conformité à ce modèle. Contrairement à SGML, XML accepte plus d'une syntaxe de schéma ; DTD, XML Schema, Relax NG, Schematron sont des DSDL.
DSDL est spécifié par la norme ISO/CEI 19757.
La norme DSDL se compose de plusieurs parties, qui définissent un ensemble modulaire de spécifications dont le but est de décrire les structures de document, les types de données, et les relations entre données dans des ressources informatiques structurées.
- Part 1 Overview
- Part 2 Regular-grammar-based validation - RELAX NG
- Part 3 Rule-based validation - Schematron
- Part 4 Namespace-based validation dispatching language - NVDL
- Part 5 Datatype Library Language - (DTLL)
- Part 6 Path-based integrity constraints
- Part 7 Character Repertoire Description Language (CRDL)
- Part 8 Document Schema Renaming Language (DSRL)
- Part 9 Datatype- and namespace-aware DTDs
- Part 10 Validation Management